# Dollar
Pour les articles homonymes, voir Dollar (homonymie).
 (décembre 2017).
Si vous disposez d'ouvrages ou d'articles de référence ou si vous connaissez des sites web de qualité traitant du thème abordé ici, merci de compléter l'article en donnant les références utiles à sa vérifiabilité et en les liant à la section « Notes et références ».

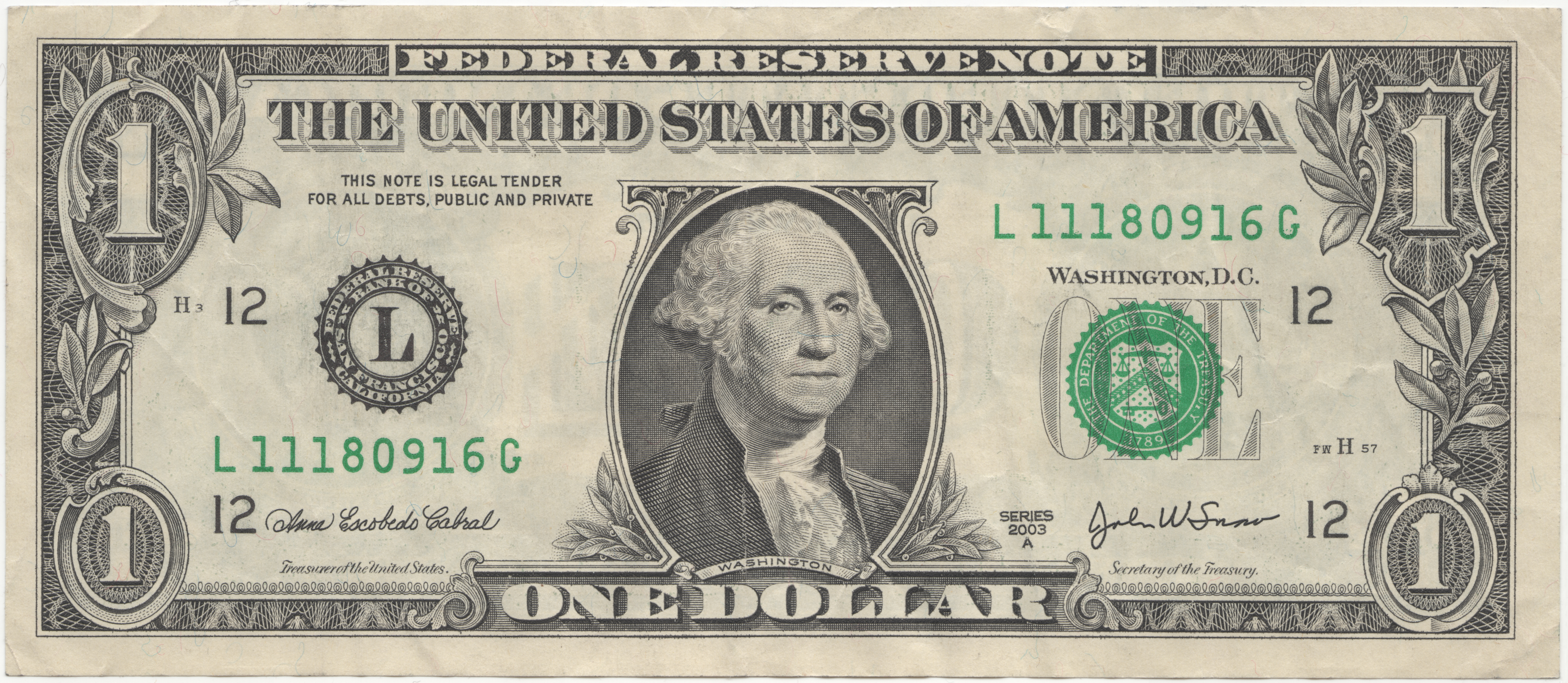
Billet d'un dollar des États-Unis.

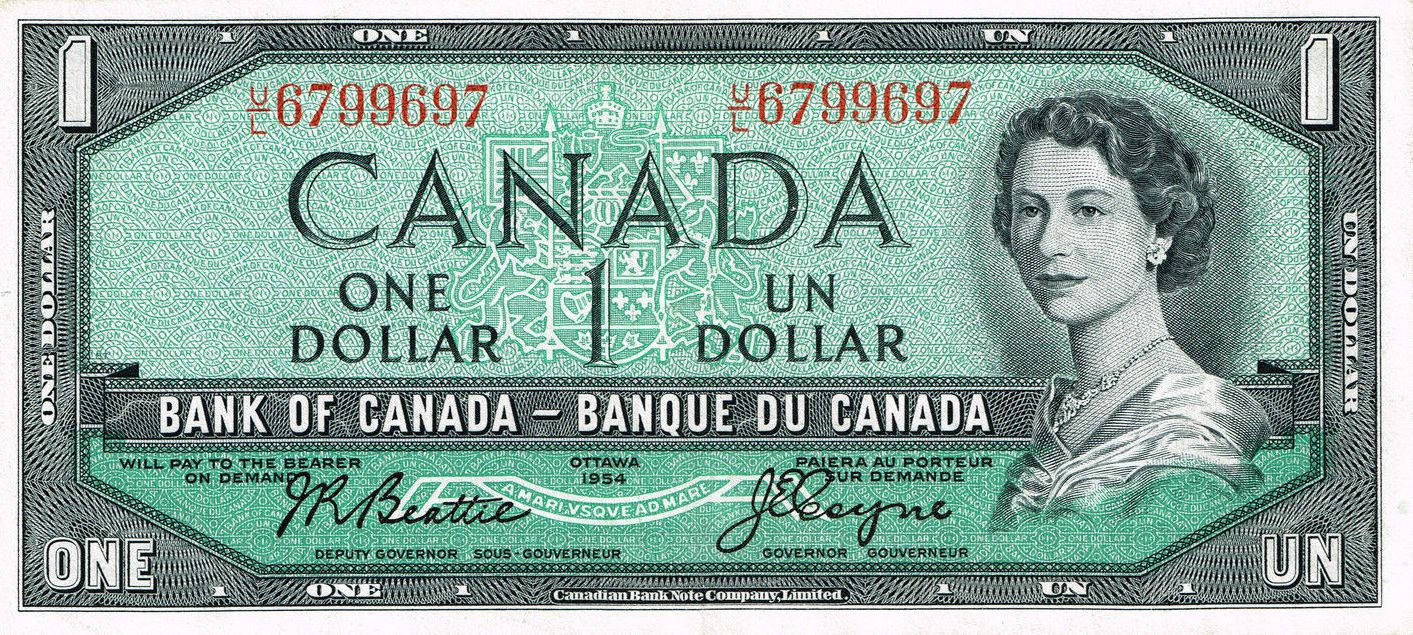
Ancien billet d'un dollar canadien.

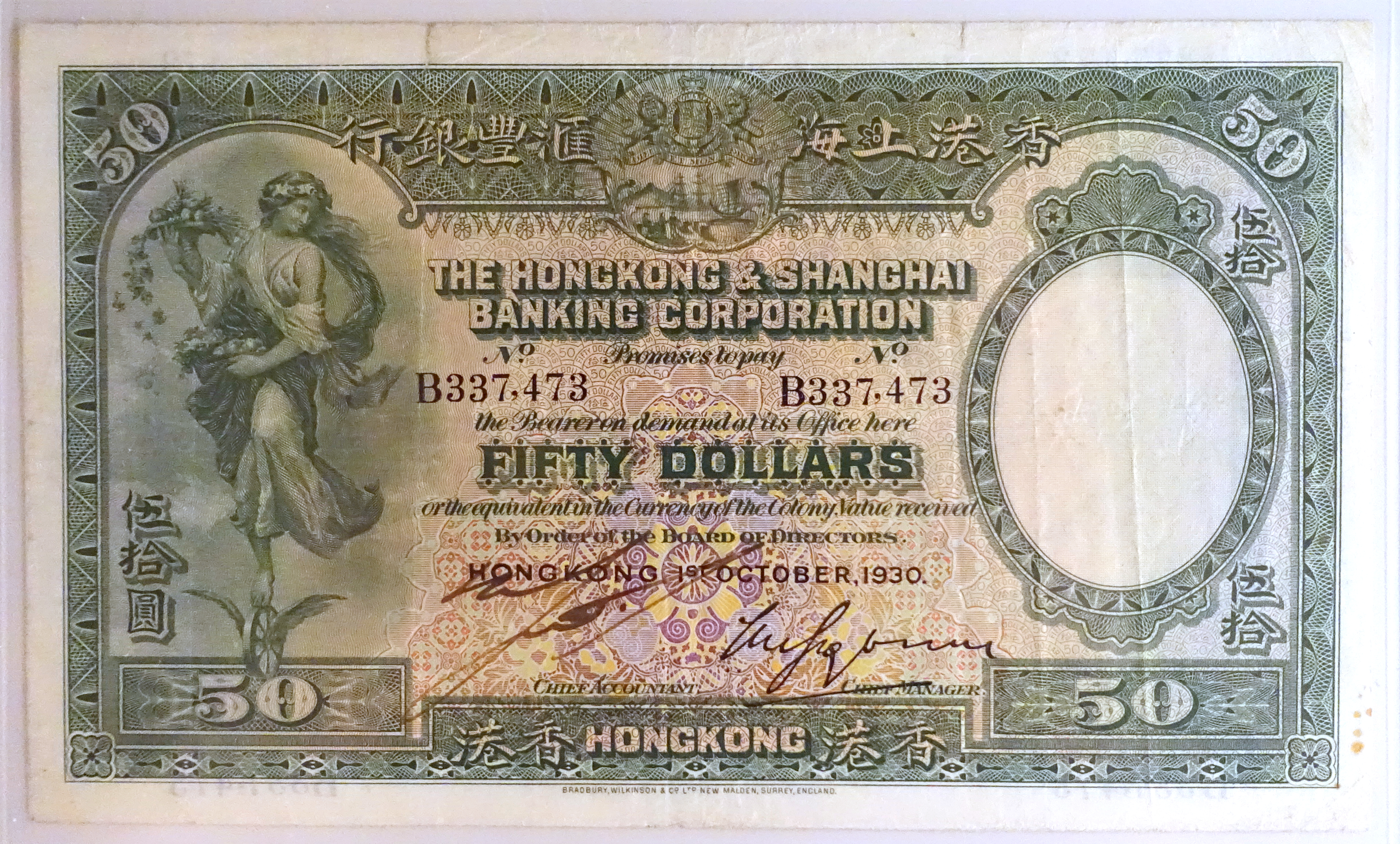
Billet de 50 dollars de Hong Kong.

Le dollar (symbole monétaire : $, Unicode U+0024) est le nom de la monnaie de plusieurs pays, dont l'Australie, le Canada, les États-Unis, la Nouvelle-Zélande, certains États des Caraïbes, d'Asie et d'Amérique du Sud.

## Pays ayant le dollar pour monnaie
| Pays/État                           | Monnaie                                                 | code ISO 4217 | Mise en place   |
| ----------------------------------- | ------------------------------------------------------- | ------------- | --------------- |
| Antigua-et-Barbuda                  | Dollar des Caraïbes orientales                          | XCD           | 1965            |
| Australie et ses territoires        | Dollar australien                                       | AUD           | 14 février 1966 |
| Bahamas                             | Dollar bahaméen                                         | BSD           | 1966            |
| Barbade                             | Dollar barbadien                                        | BBD           | 1972            |
| Belize                              | Dollar bélizien                                         | BZD/USD       | 1973            |
| Bermudes                            | Dollar bermudien                                        | BMD           | 1970            |
| Brunei                              | Dollar de Brunei (Aux côtés du Dollar de Singapour)     | BND (SGD)     | 1967            |
| Canada                              | Dollar canadien                                         | CAD           | 1858            |
| Îles Caïmans                        | Dollar des îles Caïmans                                 | KYD           | 1972            |
| Dominique                           | Dollar des Caraïbes orientales                          | XCD           | 1965            |
| Timor oriental                      | Dollar américain                                        | USD           | 2002            |
| Équateur                            | Dollar américain                                        | USD           | 2001            |
| El Salvador                         | Dollar américain                                        | USD           | 2001            |
| Fidji                               | Dollar des Fidji                                        | FJD           | 1969            |
| Grenade                             | Dollar des Caraïbes orientales                          | XCD           | 1965            |
| Guyana                              | Dollar guyanien                                         | GYD           | 1839            |
| Hong Kong                           | Dollar de Hong Kong                                     | HKD           | 1863            |
| Jamaïque                            | Dollar jamaïcain                                        | JMD           | 1969            |
| Kiribati                            | Dollar des Kiribati avec le Dollar australien           | KID / AUD     | 1979            |
| Liberia                             | Dollar libérien                                         | LRD           | 1937            |
| Îles Marshall                       | Dollar américain                                        | USD           |                 |
| États fédérés de Micronésie         | Dollar américain                                        | USD           |                 |
| Namibie                             | Dollar namibien avec le Rand (monnaie d'Afrique du Sud) | NAD           | 1993            |
| Nauru                               | Dollar australien                                       | AUD           | 1966            |
| Nouvelle-Zélande et ses territoires | Dollar néo-zélandais                                    | NZD           | 1967            |
| Palaos                              | Dollar américain                                        | USD           |                 |
| Saint-Christophe-et-Niévès          | Dollar des Caraïbes orientales                          | XCD           | 1965            |
| Sainte-Lucie                        | Dollar des Caraïbes orientales                          | XCD           | 1965            |
| Saint-Vincent-et-les-Grenadines     | Dollar des Caraïbes orientales                          | XCD           | 1965            |
| Singapour                           | Dollar de Singapour                                     | SGD           | 1967            |
| Îles Salomon                        | Dollar des Salomon                                      | SBD           | 1977            |
| Suriname                            | Dollar du Suriname                                      | SRD           | 2004            |
| Taiwan                              | Nouveau dollar de Taïwan                                | TWD           | 1949            |
| Trinité-et-Tobago                   | Dollar de Trinité-et-Tobago                             | TTD           | 1964            |
| Tuvalu                              | Dollar tuvaluan avec le Dollar australien               | TVD / AUD     | 1976            |
| États-Unis et ses territoires       | Dollar américain                                        | USD           | 1792            |
| Zimbabwe                            | Dollar RTGS (voir Dollar du Zimbabwe)                   | ZWL           | février 2019    |

## Histoire de la devise

### Étymologie
Le mot « dollar » est une dérive phonétique du mot allemand thaler ou taler (de Thal ou Tal, « vallée » en allemand; on trouve le terme tolar en Slovénie). Le thaler était une monnaie d'argent dont le lieu de production initial était à Saint-Joachim, au Nord-Ouest de la Bohême dans les monts Métallifères (aujourd'hui en République tchèque, à Jáchymov ou Sankt Joachimsthal, « val de St-Joachim ») où une mine fut découverte à la fin du XVe siècle. Il se répandit d'abord dans toute l'Europe germanophone (par exemple le rijksdaalder néerlandais ou rixdale), puis dans tout l'Occident du fait du grand besoin de numéraire au XVIe siècle, époque où les métaux précieux étaient devenus très rares en Europe, et enfin dans une grande partie du monde.
Cette pièce d'argent et ses nombreuses copies nationales devinrent ainsi, dès la fin du XVIe siècle, la monnaie d'échanges commerciaux par excellence. C'est ce qui explique que lorsque l'Espagne colonisa une partie du territoire des actuels États-Unis, l'actuel Mexique et une partie de l'Amérique du Sud, et mit la main sur ses immenses richesses minières au XVIe siècle et au  XVIIe siècle, elle continua de frapper cette monnaie universellement reconnue et appréciée. Le lien entre la Bohême, alors dans le Saint-Empire romain germanique, et l'Espagne, s'explique par le règne d'une dynastie commune, les Habsbourg : dans la première moitié du XVIe siècle le roi de Bohême et de Hongrie, Ferdinand de Habsbourg (futur empereur Ferdinand Ier), avait pour frère aîné l'empereur germanique Charles Quint, également « roi des Espagnes et des Amériques ». Leur mère Jeanne la Folle avait épousé en 1496 Philippe le Beau, fils de l'empereur germanique Maximilien de Habsbourg ; dès 1497 est introduite la pièce de huit réaux d'argent (« de plate », de plata) ou thaler espagnol, calquée en fait sur le thaler germanique, et que les Français appelleront piastre.
On peut rappeler l'immense succès international du thaler germanique sous le nom de thaler de l'impératrice Marie-Thérèse (morte en 1780), du XVIIIe siècle au XXe siècle, jusqu'en Afrique de l'Est et au Proche-Orient. En Amérique du Nord, le « thaler », déformé en « daalder » puis en « dollar », est introduit au XVIIe siècle par les Hollandais sur la côte nord-est, et donc dans les colonies britanniques (se rappeler que La Nouvelle-Amsterdam est l'ancêtre de New York) ; il en est donc venu à désigner une puissante monnaie mondialisée. Mais en Amérique latine (soumise donc à la même dynastie que le monde germanique, les Habsbourg), circulait une autre monnaie dominante de l'époque moderne : le réal espagnol (pièce de huit de plate) évoqué plus haut, sorte de thaler ou dollar hispano-américain dont la zone de diffusion mordait sur le sud de l'Amérique anglo-saxonne, concurrençant ainsi les premiers dollars. Les deux monnaies ont donc été souvent assimilées, la pièce de 8 réaux de plate (d'argent : de plata) étant aussi appelée « thaler ou dollar espagnol » (Spanish dollar), ou piastre dans les colonies françaises d'Amérique du Nord (Québec, Acadie, Louisiane, Antilles). Cette confusion des termes s'explique d'autant plus qu'à sa création à la fin du XVe siècle la pièce de 8 reales s'inspirait du thaler.
La base du système monétaire espagnol était en effet le réal (real) depuis le XIVe siècle : furent donc frappées des pièces d'un réal et d'énormes quantités de pièces à valeur plus élevée de 2, 4 et surtout de 8 reales, la « pièce de huit » ou real de a ocho, ou « huit de plate » (« plate », plata, signifiant argent), ou plus tard peso de plata (« poids d'argent » en espagnol) et encore « piastre » (« jeton, plaque d'argent », de l'italien piastra passé en français). L’Espagne, par le biais de ses colonies américaines, devint rapidement le monnayeur du monde, ancien et nouveau, aussi bien en monnaie d'argent (pièces de huit et sous-multiples) qu'en monnaie d'or (écus, escudos ou de deux pièces de huit, et surtout du doublon valant 2 écus soit 4 pièces de 8). À la fin du XVIIe siècle, le stock de pièces en métal précieux fut multiplié par huit dans le monde et les monnaies hispaniques étaient massivement absorbées aux Indes, en Chine et en Afrique, avec le développement fulgurant du commerce lointain par les Compagnies des Indes orientales créées aussi bien par les Pays-Bas que par l'Angleterre ou la France.[réf. nécessaire]

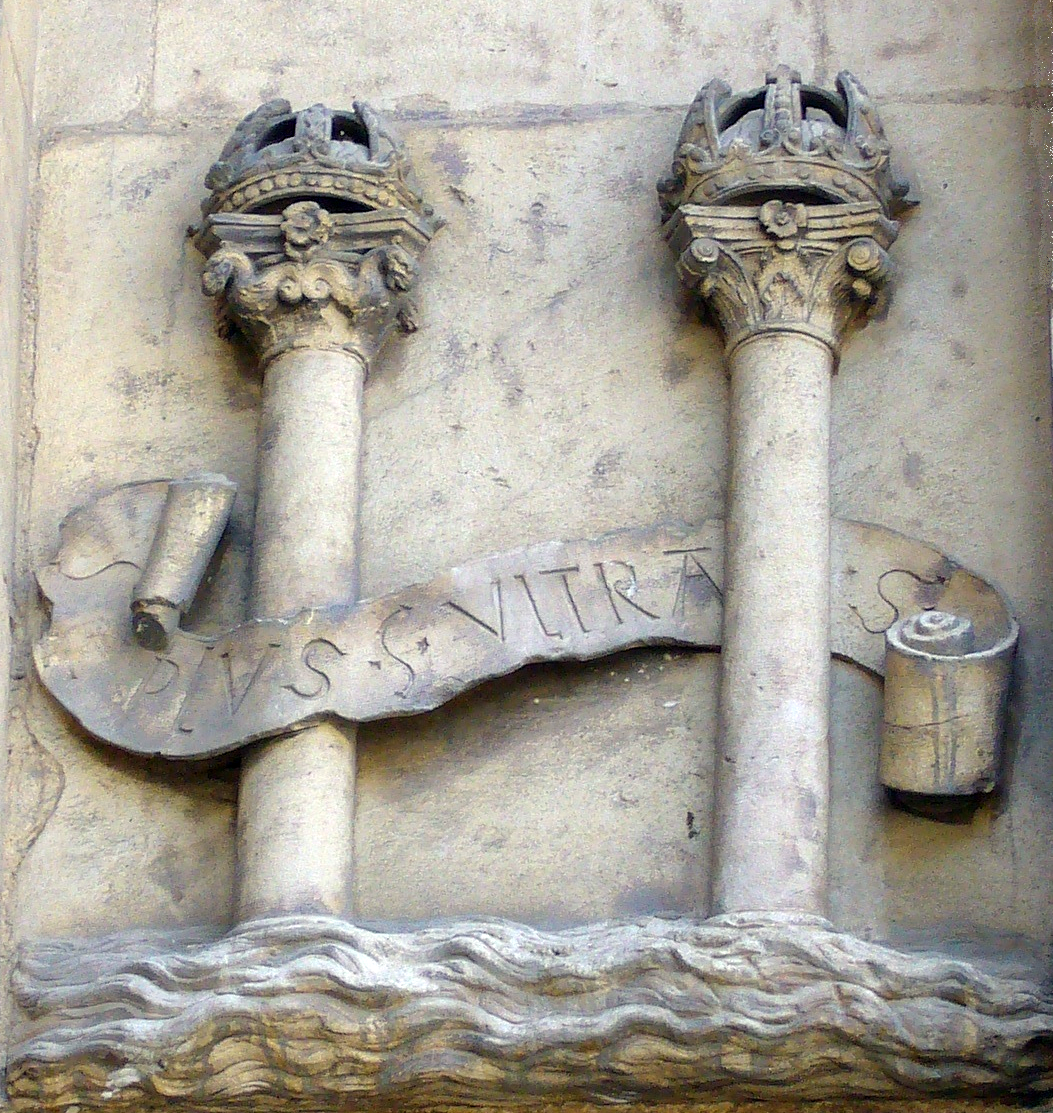
Relief de l'hôtel de ville de Séville portant la devise de Charles Quint « Plus Ultra » associée aux colonnes d'Hercule.

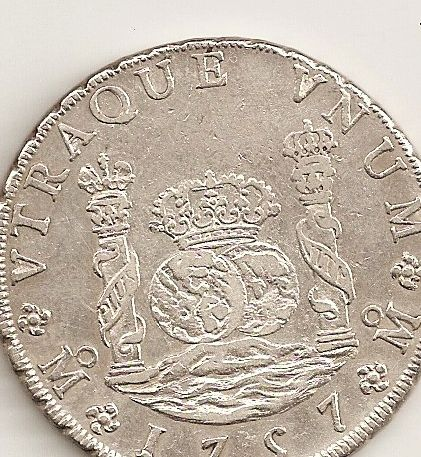
Un Pillar dollar de 1757.

### Symbole
Le symbole du dollar remonte sans doute à la pièce de 8 reales espagnole. En effet, la pièce d'argent espagnole de huit réaux de plate possédait un revers arborant un graphisme remarquable, caractéristique : deux colonnes couronnées encadrant deux planisphères, représentant l'Ancien et le Nouveau Monde, surmontées d'une couronne royale. Elle faisait partie d'une grande lignée de monnaies, la famille monétaire des réaux d'Espagne, la pièce de huit étant apparentée de surcroît  comme on l'a dit plus haut au thaler germanique.
Les deux colonnes figuraient les anciennes colonnes d'Hercule qui, dans l'Antiquité, symbolisaient les falaises du détroit de Gibraltar, et donc le passage de Mare nostrum (la Méditerranée) vers l'inconnu atlantique. Chacune des colonnes est entourée d'une banderole (ou phylactère) en forme de « S » où on lit « PLUS » sur l'une et « ULTRA » sur l'autre (« au-delà ») pour montrer qu'eux, les Espagnols, avaient pu franchir ces colonnes du Nec plus ultra (ou « rien au-delà »), et avaient conquis le nouveau monde. Pour l'Espagne, première puissance coloniale et du monde d'alors, ces deux colonnes ouvraient sur l'empire espagnol qui s'étendait sur les deux mondes (symbolisés par les deux planisphères). Par ailleurs, « Plus Oultre », c'est-à-dire Plus Ultra, était la devise personnelle, en français, de l'empereur Charles Quint (dont on sait que « sur son empire, le soleil ne se couchait jamais »).
C'est ce dessin spectaculaire de la pièce de 8 qui va frapper les esprits, non seulement en Europe, dans l'Empire ottoman, en Asie, mais bientôt en Amérique, hispanique d'abord, anglo-saxonne ensuite. En effet le réal espagnol a cohabité avec d'autres monnaies dont le dollar (thaler anglo-américain), dans les treize colonies britanniques jusqu'à l'unification monétaire de 1792 aux États-Unis (Coinage Act), le dollar américain devenant alors la monnaie commune légale de la jeune fédération, au moins officiellement ; mais jusque vers 1857-1860, le 8 reales y circulait encore. Ce dessin constituait en quelque sorte la signature des monnaies les plus répandues pour les échanges commerciaux à travers le monde. Les colonnes et leur banderole en S étaient le graphisme constant et très visuel de l'envers – côté pile – de la pièce de huit, de la piastre, marquant puissamment l'esprit des commerçants (au contraire de l'effigie de l'avers – côté face – qui, elle, changeait avec le monarque espagnol régnant). Ceci est tellement vrai que ce graphisme perdura sur certaines pièces espagnoles jusqu'à nos jours.
C'est ce graphisme caractéristique du revers (côté pile) des piastres qui va être à l'origine du symbole actuel du peso, et bien sûr du dollar américain qui joue dans notre monde contemporain le rôle que joua la pièce espagnole du XVIe au XVIIIe siècle, et même jusqu'au XIXe siècle.
Le symbole du dollar américain (qui se représentait avec deux barres verticales jusqu'à une époque très récente)[réf. nécessaire] est une notation « iconique » de la pièce de huit où on retrouve, simplifiées et stylisées pour être facilement écrites à la plume, les deux colonnes d'Hercule (devenues les deux barres du « $ ») et le bandeau d'entourage de chaque colonne, en forme de « S ». Le symbole du dollar américain dérive directement du revers de la pièce de huit reals et ces deux piliers sont tellement essentiels à ce symbole que les pièces de huit de plate fabriquées aux Amériques furent souvent désignées par le terme « Pillar dollars », les colonnes d'Hercule étant ainsi décrites outre-Atlantique : « crowned pillar of Hercules ». Lorsque les colonnes d'Hercule s'ouvraient sur les vagues de l'océan, comme sur certaines pièces frappées à Potosi (Bolivie, grandes mines d'argent), ces dollars espagnols (Spanish dollars) étaient alors nommés « pillar waves ». Mais le successeur mexicain de la pièce de huit, au graphisme très proche, n'utilise qu'une colonne, le « S » banderole de cette colonne n'étant donc barré qu'une fois pour désigner le peso.
Cette dérive graphique entre le revers de la pièce de huit espagnole et le symbole du dollar américain est l'équivalent graphique de la dérive phonétique entre thaler et dollar.[Information douteuse] "Thaler" fut déformé à l'américaine pour donner "dollar", le "t" se prononçant couramment "d" aux États-Unis, le "a" étant ouvert et le "er" final allemand se prononçant d'une façon très voisine du "a". 
Il existe d'autres explications à l'usage du « S » doublement barré comme symbole de la monnaie des États-Unis :
- La pièce espagnole de 8 réaux (piece of eight) a eu cours légal aux États-Unis jusqu'en 1857, mais elle continua d'être accepté dans les transactions privées au moins jusqu'au début de la guerre de Sécession Le signe « $ » serait la représentation du 8. Nous ferons simplement remarquer qu'il n'est pas plus difficile de dessiner, de graver ou d'imprimer un « 8 » qu'un « S ».
- D'après une autre hypothèse, le symbole « $ » viendrait de l'abréviation « US » pour United States, les deux lettres étant superposées. Le « U » aurait fini par être remplacé par deux barres pour des raisons de contraintes typographiques. Mais cette interprétation souffre deux critiques : elle n'explique en rien l'adoption du symbole très voisin « $ » par le Mexique pour sa monnaie nationale, le peso (le « $ » est toujours actuellement le logo du peso mexicain et d'autres monnaies d'Amérique latine). Et ce symbole existait avant la fondation des États-Unis.

Le premier dollar nord-américain a été imprimé en 1690 par la colonie du Massachusetts, mais son aspect était très différent de ceux d'aujourd'hui. Quand les États-Unis acquirent leur indépendance (1776-1783), ils prirent pour monnaie le dollar, avec le graphisme de la pièce de 8 réaux de plata (aussi appelée « dollar espagnol », c'est-à-dire « thaler espagnol », ou Spanish dollar), comme le peso le fit à peu près aussi. Depuis, leur puissance économique et financière autant que politique et militaire, a contribué à la propagation du nom dollar dans bien d'autres régions du monde.

## Autre nom
Au Canada, dans les régions anglophones, le dollar est appelé populairement « loonie » (car y figure un plongeon huard - en anglais : loon) ou chez les francophones « huard » ou plus régulièrement « piastre » (habituellement prononcé piasse). La piastre était une unité monétaire qui avait cours au Canada avant l'arrivée des Britanniques. Il s'agissait de pièces équivalant au dollar, mais qui provenaient d'autres régions du monde, comme l'Empire ottoman et la république de Venise. Dans l'Amérique du Nord britannique l'usage a été de considérer piastre comme la traduction française de dollar. C'est au début du XXe siècle que le mot dollar a commencé à remplacer piastre en français canadien, sur les billets de banque bilingues et unilingues français. Par exemple, durant les années 1910 certaines banques émettaient des « dix piastres » alors que d'autres émettaient des « dix dollars ».